# هوسچید
هوسچید (به لاتین: Hoscheid) یک منطقهٔ مسکونی در لوکزامبورگ است که در پارک هوزینگن واقع شده‌است.